# Grijalba (Burgos)
Grijalba ist ein nordspanischer Ort und eine Gemeinde (municipio) mit 112 Einwohnern (Stand: 2024) im Westen der Provinz Burgos in der Autonomen Gemeinschaft Kastilien und León.

## Lage und Klima
Grijalba liegt in der Kastilischen Hochebene (meseta) in einer Höhe von ca. 815 m ca. 37 km westnordwestlich von Burgos am Odra. Die Temperaturen sind im Winterhalbjahr durchaus kalt, im Sommer dagegen warm bis heiß; Regen (ca. 601 mm/Jahr) fällt übers Jahr verteilt.

## Bevölkerungsentwicklung
| Jahr      | 1970 | 1981 | 1991 | 2001 | 2011 | 2021 |
| Einwohner | 208  | 158  | 168  | 125  | 119  | 111  |

## Sehenswürdigkeiten
- Marienkirche (Iglesia de Nuestra Señora de los Reyes) aus dem 13./14. Jahrhundert, seit 1983 geschütztes Kulturgut
- Michaeliskirche (Iglesia de San Miguel)

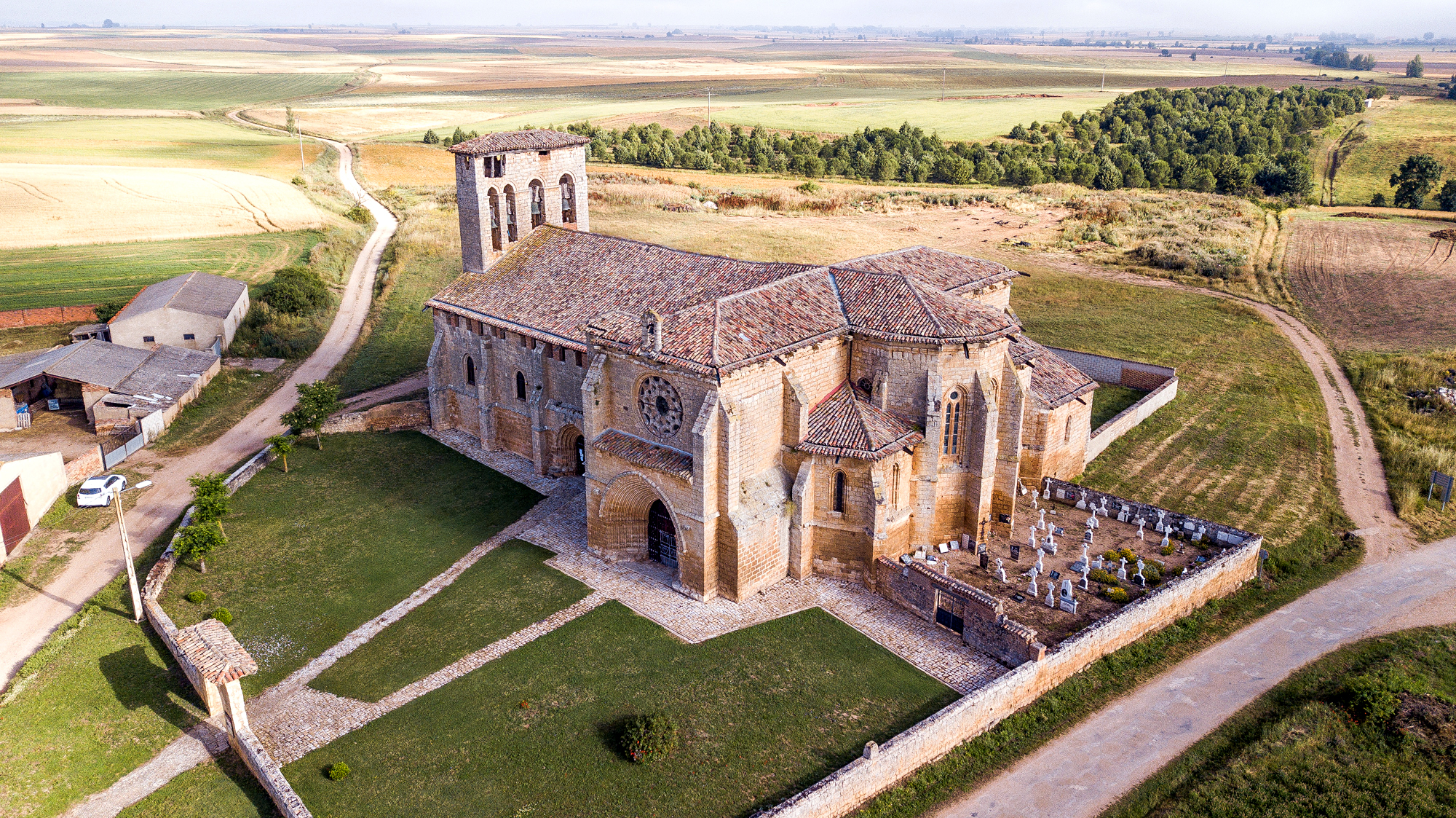
Marienkirche
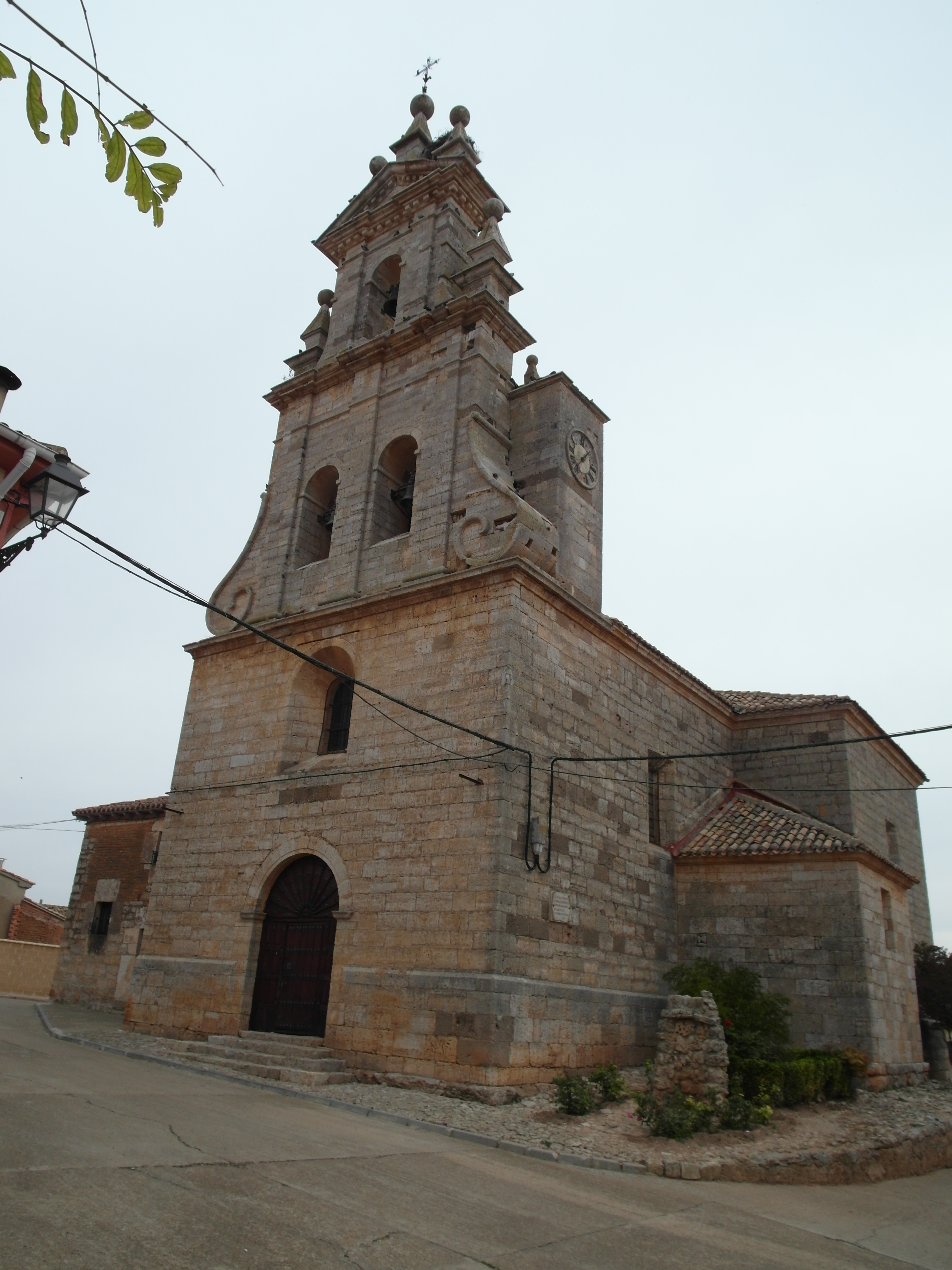
Michaeliskirche